# 施馬爾瓦瑟河

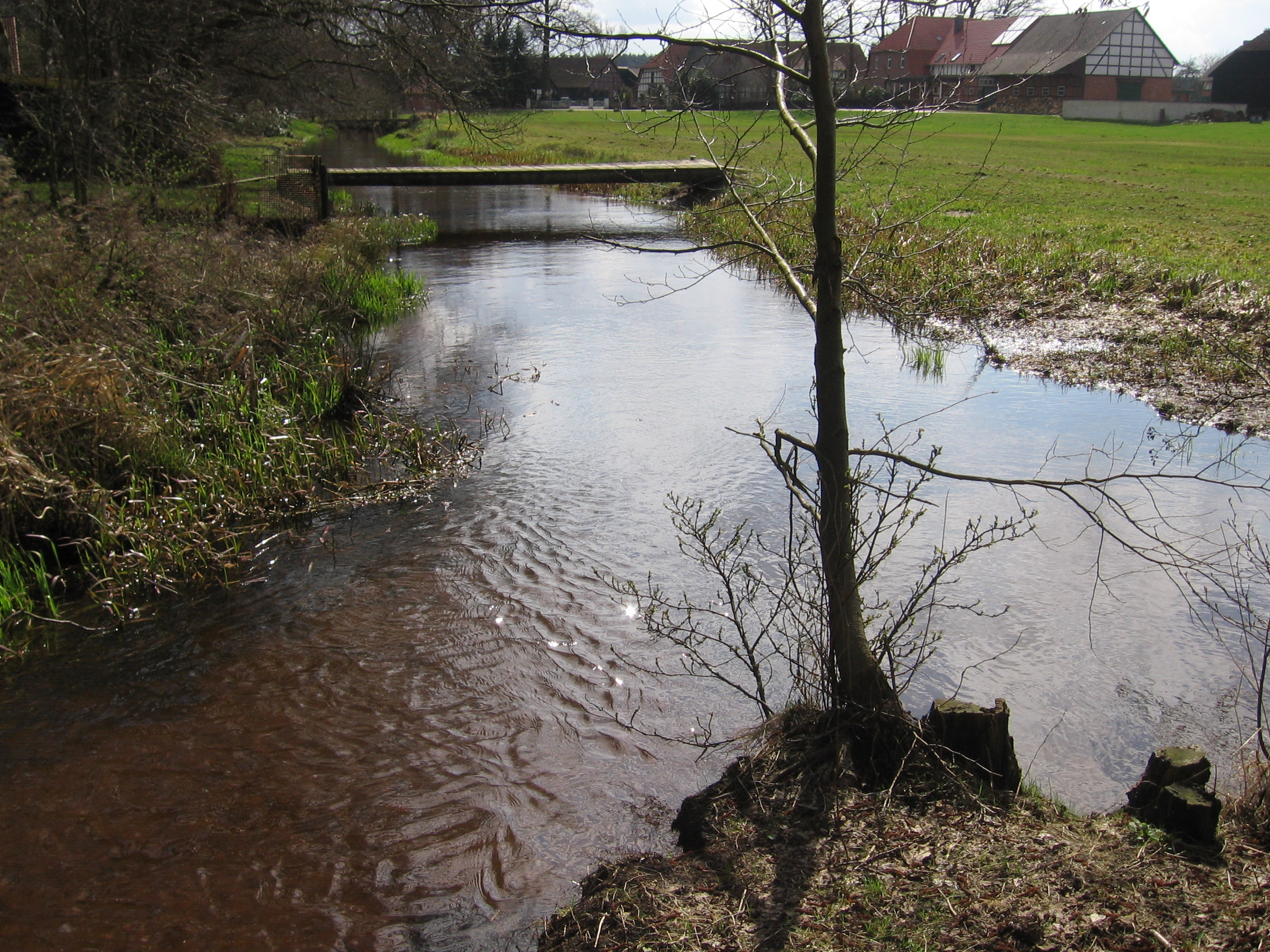
施馬爾瓦瑟河

52°42′16″N 10°20′40″E / 52.704332°N 10.344526°E
施馬爾瓦瑟河（德語：Schmalwasser），是德國的河流，位於該國西北部，由下薩克森州負責管轄，屬於盧特河的左支流，河道全長11.5公里，發源自施普拉肯塞爾。